# Ekonomický nacionalismus
Ekonomický nacionalismus (jinak i hospodářský nacionalismus) je termín používaný k popisu politiky, která klade důraz nad domácí kontrolou ekonomiky (např. práci a kapitálu), i když to vyžaduje zavedení cel a dalších omezení (omezení pohybu pracovních sil, zboží a kapitálu). Ekonomický nacionalismus je v opozici vůči globalizaci. Ekonomický nacionalismus ve 14. století byl obsažen v merkantilismu. Dnes může ekonomický nacionalismus zahrnovat takové doktríny jako jsou protekcionismus a substituce dovozu.

## Ekonomické vlastenectví
Ekonomické vlastenectví je chování spotřebitelů a podniků, kteří se snaží zvýhodňovat zboží či služby produkované ve své zemi. Ekonomické vlastenectví může být vykonáváno buď prostřednictvím stimulace poptávky (povzbuzení spotřebitele k nákupu zboží a služeb vyrobených v jeho vlastní zemi) nebo prostřednictvím ochrany, která má chránit domácí trh před zahraniční konkurencí prostřednictvím cel a kvót (protekcionismus).
V poslední době se objevuje nová forma hospodářského vlastenectví a to finanční protekcionismus, což je nepřátelství proti akvizice domácích podniků, které jsou pro domácí trh strategické, zahraničními skupinami.

### Cíle
Cílem je podpořit hospodářskou aktivitu a podporovat sociální soudržnost. Stoupenci ekonomického vlastenectví to popisují jako druh sebeobrany místních ekonomických zájmů.